# Vauhallan
Vauhallan é uma comuna francesa localizada a dezessete quilômetros ao sudoeste de Paris, no departamento de Essonne na região de Ilha de França.
Seus habitantes são chamados Vauhallanais.

## Toponímia
O nome da cidade é atestado anteriormente conhecido sob a forma latinizada Valli Hellandi em 1281, Vallis Hellandi no século XII e Vallis Halani (sem data), Vauherland ou Vauhalant em 1370.
A cidade foi fundada em 1793 sob o nome de Vanhallan, o Bulletin des lois de 1801 introduziu a versão de Vaux-Challan e Vauhallan.
Esta formação toponímica é comparável a outras na região parisiense por exemplo Vaucresson (Vallis Crisonis no século XI), composta com o nome da pessoa germânico Crisso, e Vaudherland (Vallis Derlandi no século XIII), composto com a preposição de, isto é, d'Herland, com o nome de pessoa germânico Darland.
É uma formação toponímica medieval em Vau-, forma resultante de val "pequeno vale", onde o [l] é muitas vezes vocalizado na frente de outra consoante, aqui antigamente [h]. O segundo elemento é sem dúvida o nome de pessoa germânico Hariland tornado Helland / Hallan por assimilação de [r] a [l] e [a] por falsa regressão. Ele é encontrado nos nomes de família Herland, Herlant e Hallant, ainda frequente no norte da França.

## História
Vauhallan era um domínio da coroa, que Carlos V doou para os Celestinos de Paris em 1375.

## Cultura e patrimônio

### Patrimônio arquitetônico

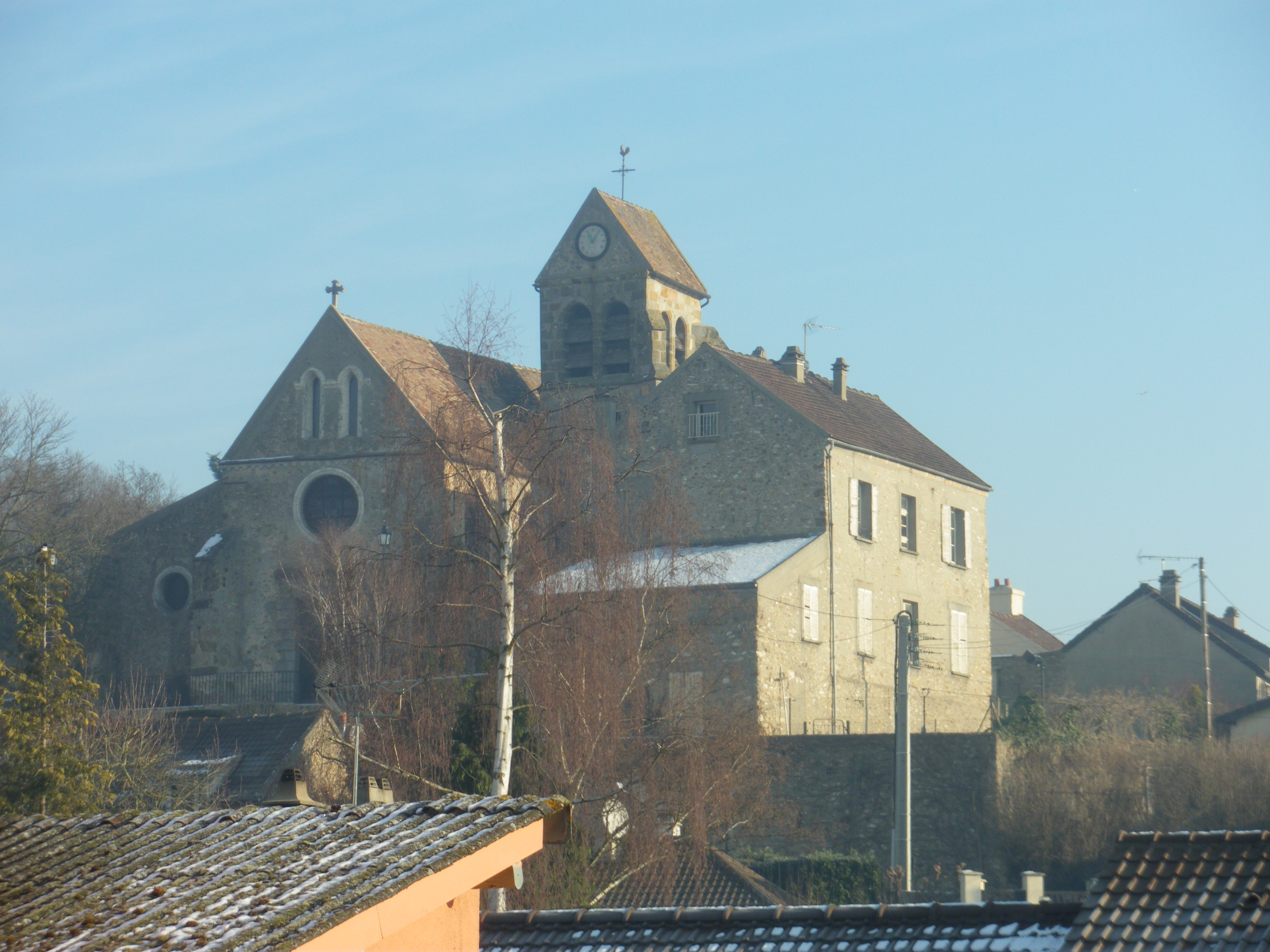
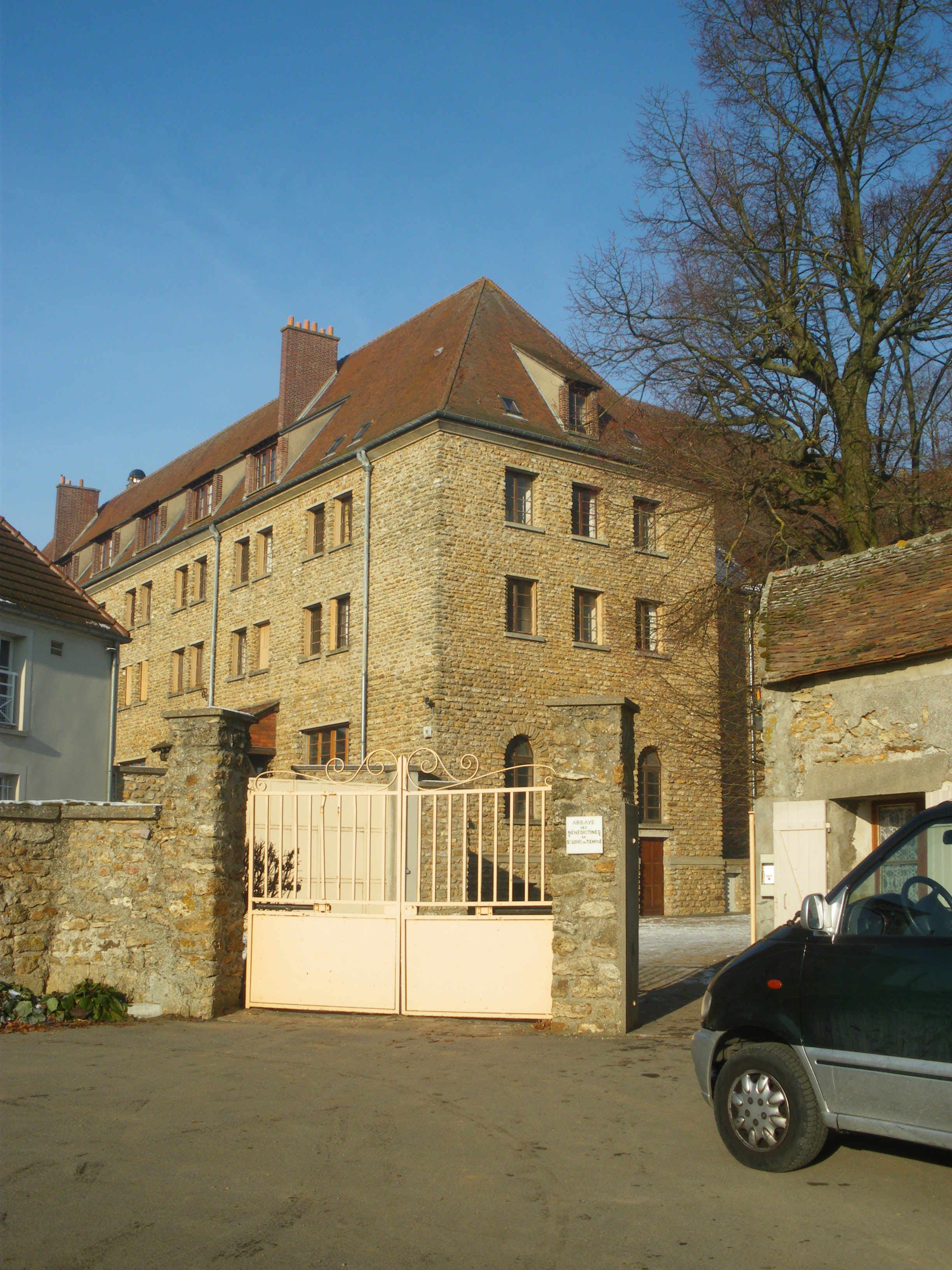
Abadia.

- A igreja Saint-Rigomer-et-Sainte-Ténestine: Situada na cavidade de um vale rodeado por bosques, a vila conseguiu preservar a natureza ao redor e a riqueza do seu passado. Sobre um monte no centro da cidade, ergue-se a igreja restaurada no século XIII, que tem uma cripta construída no século VI. A igreja foi incluída no inventário dos monumentos históricos em 19 de outubro de 1927[8][9]. O edifício religioso primitivo foi encomendado pelo Quildeberto I, um dos filhos de Clóvis, em memória do milagre de que ele foi testemunha. Em honra dos santos que realizaram o milagre, o santuário recebeu o nome de Saint-Rigomer-et-Sainte-Ténestine[10].
- Ao lado da igreja, há uma cruz na pregação em flor de lis datando de 1602 que foi classificada no inventário dos monumentos históricos em 1927[11]. Uma associação independente A.R.E.VA trabalha para a restauração desta igreja[12].

- A ferme des Arpentis (século XI), na borda do planalto de Saclay, é um dos mais recentes carros-chefe. Ela foi inscrita no inventário dos monumentos históricos em 14 de março de 1988[13].

- Com vista para a planície de Palaiseau, um pombal do século XII contempla os campos de trigo, de milho ou de colza. Ao longe, é possível vislumbrar os edifícios da Escola Politécnica e o Centro de pesquisa da empresa Danone.

- A abadia beneditina

Colocada sobre um dos caminhos que levam a Santiago de Compostela, Vauhallan abriga, na aldeia de Limon, a abadia beneditina de Saint-Louis du Temple. Este mosteiro, construído no início da década de 1950, tomou um conjunto do convento das freiras beneditinas da rue Monsieur. Após a lei de separação e depois a Primeira Guerra Mundial, a comunidade foi expulsa da rue Monsieur e mudou-se para Meudon, em 1938, e depois para Limon após a construção da abadia atual. Alexandre Renard, bispo de Versalhes, procedeu na dedicação da igreja da abadia, no final de 1957. A abadia tem dois museus. Um relaciona-se com a fundadora da ordem: Luísa Adelaide de Bourbon-Condé, filha de Luís V José de Bourbon-Condé, membro da família de Luís XVI e Maria Antonieta. Suvenires do rei e da rainha estão reunidos. O outro é dedicado à Mére Geneviéve Gallois, uma freira que desenhou e confeccionou os vitrais da igreja da abadia. A abadia oferece em sua loja produtos artesanais provenientes das abadias beneditinas: ela é conhecida por sua oficina de encadernação, em particular, para a renovação de encadernações antigas.
- O castelo de Limon

O antigo castelo de Limon, transformado em hotel, recebe visitantes e pessoas idosas.
- A mansão de Richeville

- Uma cruz de caminho datada de 1602 foi classificada nos monumentos nacionais em 21 de dezembro de 1984[15].

- Abadia.